# Stien Vanhoutte
Stien Vanhoutte (Gistel, 14 maart 1996) is een Belgische langebaanschaatsster en inline-skatester. Ze is de oudere zus van Fran Vanhoutte.

## Carrière
Na vele seizoenen actief in het inline-skaten maakte Vanhoutte in seizoen 2018/2019 de overstap naar het langebaanschaatsen waar ze meteen al het nationale record op de 500 meter van Jelena Peeters verbeterde naar 40,36.
Tijdens het EK inline-skaten in 2019 in Pamplona werd Vanhoutte Europees kampioen op de sprint over een ronde, voor landgenote Anke Vos die het zilver pakte. 
In november 2019 debuteerde Vanhoutte op de wereldbekerwedstrijden langebaanschaatsen in Minsk op de 500m en de 1000m. In februari 2020 startte zij op de Wereldkampioenschappen schaatsen sprint 2020.
Haar Belgische record op de 500 m, aangescherpt tot 39,19 tijdens de wereldbekerwedstrijden in  Heerenveen begin 2021, werd in december van datzelfde jaar verbroken door Sandrine Tas in  Salt Lake City.

## Persoonlijke records[3]
| Afstand    | Tijd    | Datum            | Baan       |
| ---------- | ------- | ---------------- | ---------- |
| 500 meter  | 39,19   | 31 januari 2021  | Heerenveen |
| 1000 meter | 1.17,54 | 11 december 2021 | Calgary    |
| 1500 meter | 1.59,95 | 12 december 2021 | Calgary    |

(laatst bijgewerkt: 14 december 2021)

## Resultaten in langebaanschaatsen
| Jaar | EK Sprint                | WK Sprint                | WK Afstanden         |
| ---- | ------------------------ | ------------------------ | -------------------- |
| 2020 |                          | 24e (27e, 24e, 25e, 23e) |                      |
| 2021 | 13e (13e, 13e, 14e, 15e) |                          | 18e 500 m 22e 1000 m |

## Prestaties en erelijst inline

### Wereldkampioenschappen
- WK 2014 (Rosario) - junioren aflossing weg -
- WK 2014 - junioren 500 m weg -
- WK 2015 (Kaohsiung) - junioren 100 m weg -

### Europese Kampioenschappen
- EK 2015 (Innsbruck) - junioren 200 m weg -
- EK 2015 - junioren 500 m weg -
- EK 2015 - junioren 300 m piste -
- EK 2015 - junioren aflossing -
- EK 2016 (Heerde) - 300 m piste -
- EK 2016 - aflossing weg -
- EK 2017 (Lagos) - 300 m piste -
- EK 2017 - aflossing weg -
- EK 2018 - Oostende (België) - 300 m piste -
- EK 2018 - Oostende (België) - aflossing piste -